# San Benedetto del Tronto
San Benedetto del Tronto är en kommun i provinsen Ascoli Piceno, i regionen Marche i Italien. Kommunen hade 47 330 invånare (2018) och gränsar till kommunerna Acquaviva Picena, Grottammare, Martinsicuro samt Monteprandone. Staden ligger vid Adriatiska havet, vid floden  Albulas mynning. Kommunen har en fin strand.
En av dess frazioni, Porto d'Ascoli, var under antiken känt som Castrum Truentinum och var ändpunkt för den romerska vägen Via Salaria.

## Kända personer från San Benedetto del Tronto
- Massimo Fabbrizi, sportskytt
- Carlo Fidanza, politiker